# Pavimento permeável

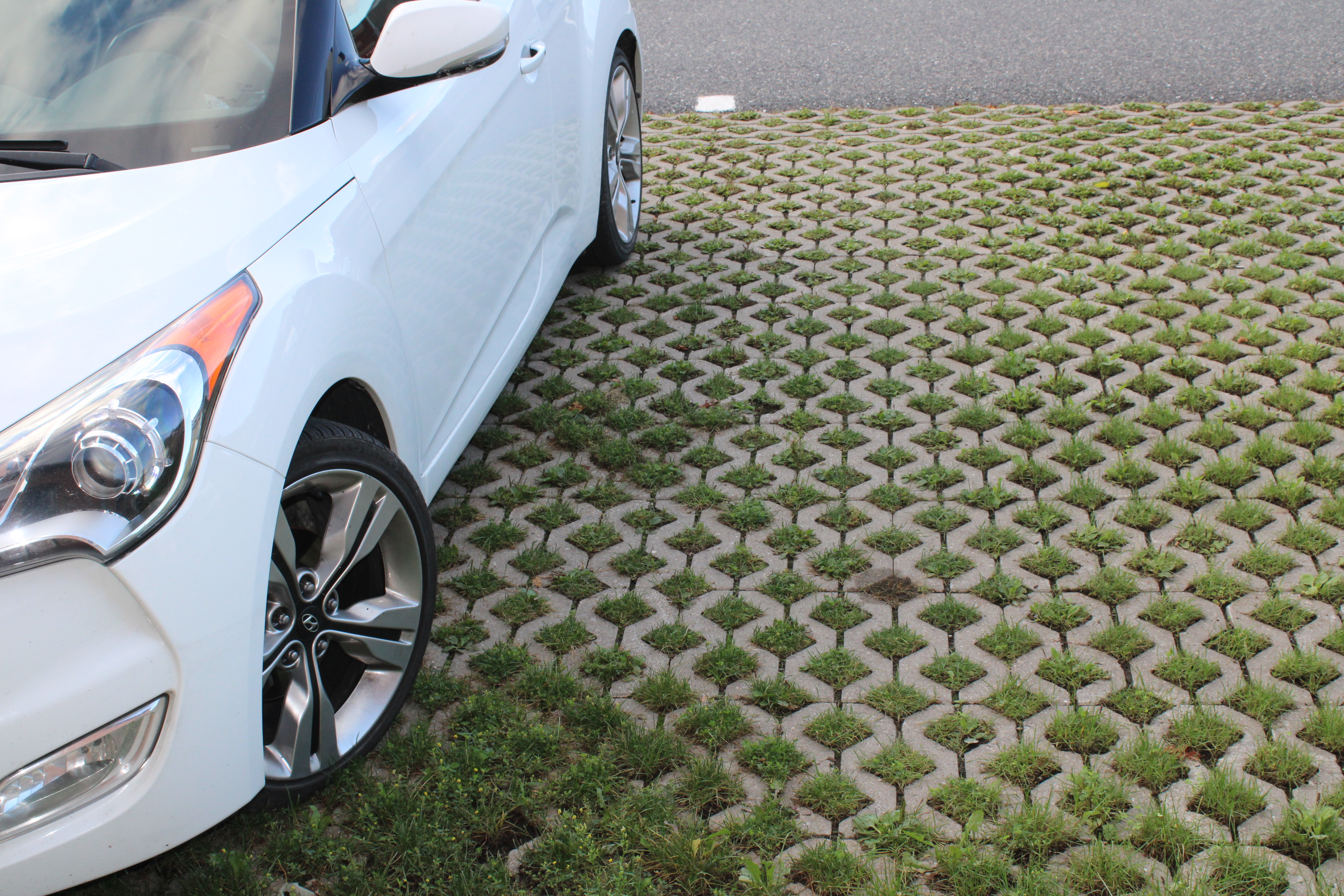

O pavimento permeável é um tipo de pavimento que permite a passagem de água e ar através de seu material, tendo um impacto ambiental positivo ao ajudar na prevenção das enchentes, redução das ilhas de calor, recarga dos aqüíferos subterrâneos e manutenção das vazões dos cursos d'água nas épocas de seca. Ele é dividido em grades que ficam em cima de solos gramados que além de permitirem a passagem de água, oferecem mais oxigênio a atmosfera e mais beleza a cidade porque são mais bonitos que o asfalto. Esses tipo de pavimento é ideal para regiões ou cidades que sofram de problemas constantes de enchentes, como a cidade de São Paulo, que sofre inundações em períodos de chuvas.
Atualmente pavimentos permeáveis constituem somente uma pequena fração de toda a pavimentação realizada no mundo. Mas a crescente preocupação pública com questões ambientais, bem como os problemas de drenagem urbana, vem acarretando em um crescimento percentual acentuado do uso de materiais permeáveis na pavimentação de áreas urbanas.